# Hasnon
Hasnon [anɔ̃] ist eine Kleinstadt mit 3.853 Einwohnern (Stand 1. Januar 2022) im Département Nord und der Region Hauts-de-France (bis 2015 Nord-Pas-de-Calais). Sie gehört zum Arrondissement Valenciennes und zum Kanton Saint-Amand-les-Eaux. 

## Geographie
Die Gemeinde Hasnon liegt zehn Kilometer nordwestlich von Valenciennes und neun Kilometer südlich der Grenze zu Belgien. An der nördlichen Gemeindegrenze verläuft die kanalisierte Scarpe, knapp nördlich davon quert der Canal du Décours das Gemeindegebiet, im Süden auch die Grande Traitoire. Die Gemeinde gehört zum Regionalen Naturpark Scarpe-Schelde (französisch Parc naturel régional Scarpe-Escaut).

## Geschichte
Die Abtei Hasnon wurde 670 als Doppelbenediktinerkloster von Johann und Eulalia, den Kindern des Grafen von Ostrevant gegründet. 842 heiratete  Karl, noch Unterkönig von Neustrien und späterer Kaiser Karl II., hier die Grafentochter Irmentrud (Reg.Imp.I.,341). 
867 zog sich Irmentrud noch vor der Kaiserkrönung ihres Gemahls in die Abtei Hasnon zurück, wo sie 869 starb. Ihre gleichnamige Tochter war hier Äbtissin.
880 wurde die Abtei von den Normannen zerstört und 1065 von Graf Balduin VI. von Flandern wieder aufgebaut.
Im September 1792 widersetzten sich die Bewohner der Abtei einem österreichischen Angriff, was ihnen eine Erwähnung im Tagesbefehl des Konvents einbrachte; die Armee bewahrt das Andenken daran unter dem Namen „Gardes nationaux, flanqueurs d'Hasnon“.

## Sehenswürdigkeiten

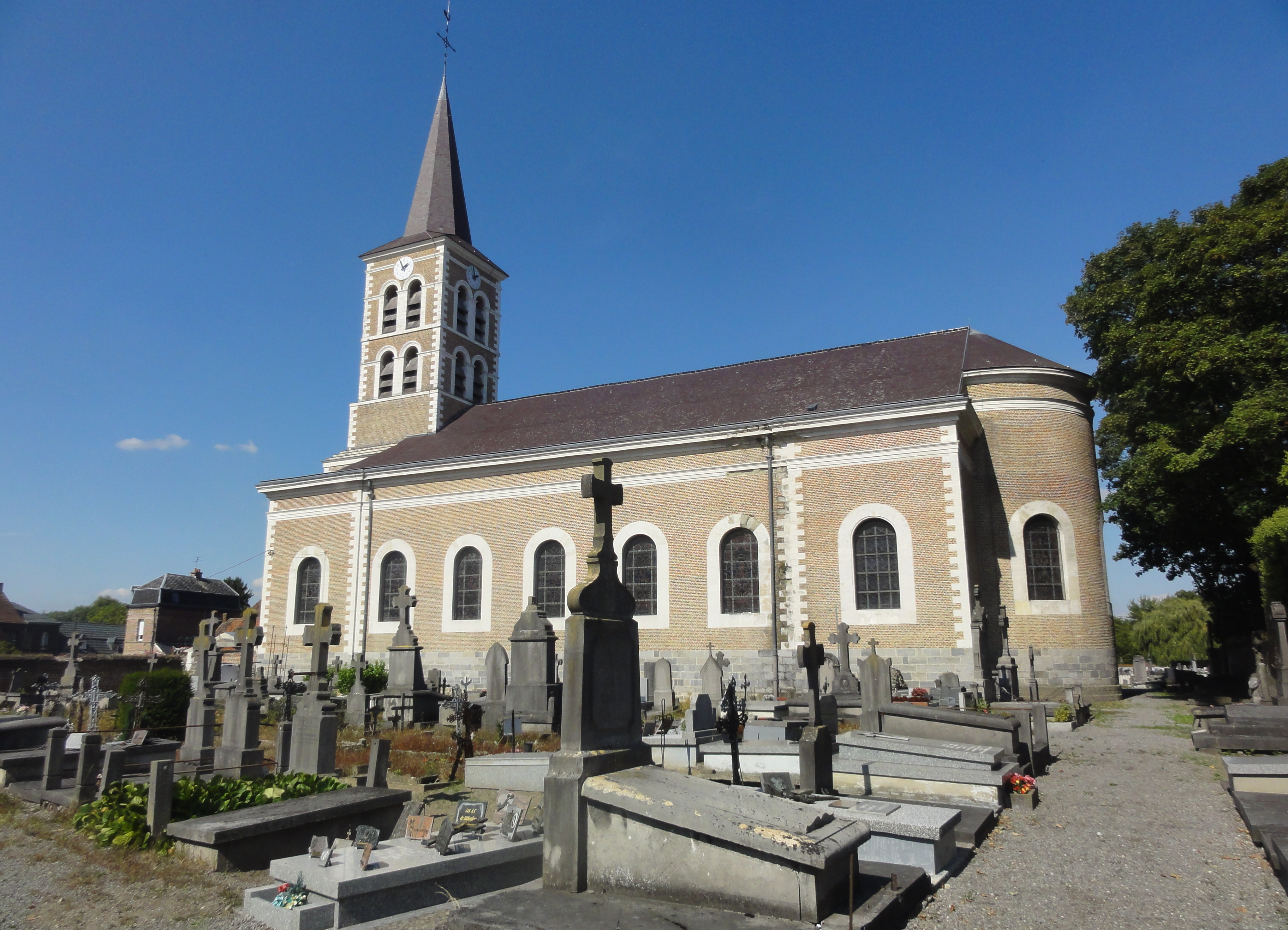
Kirche Saint-Marcellin
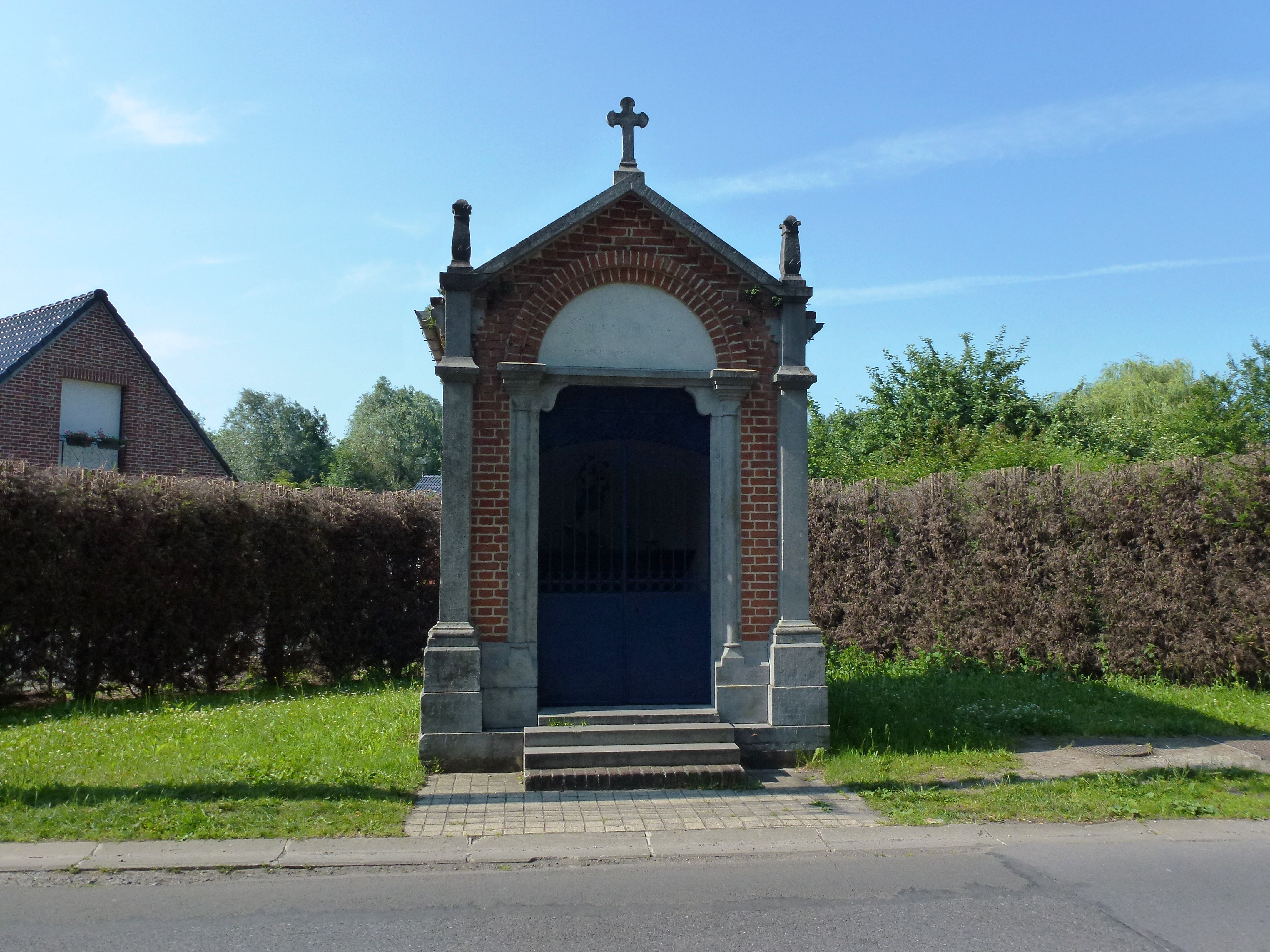
Kapelle Notre-Dame de Bon Secours
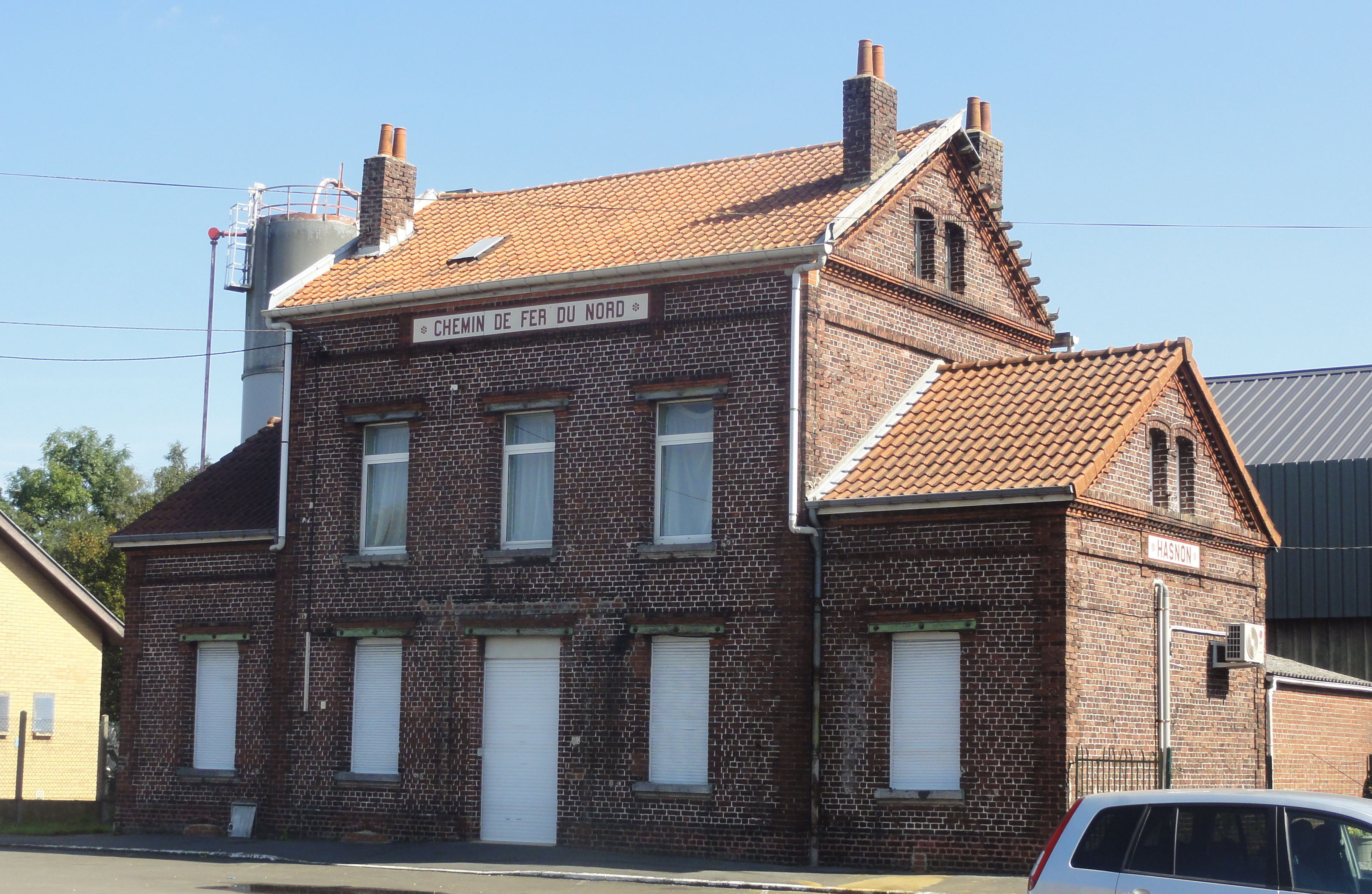
Bahnhof
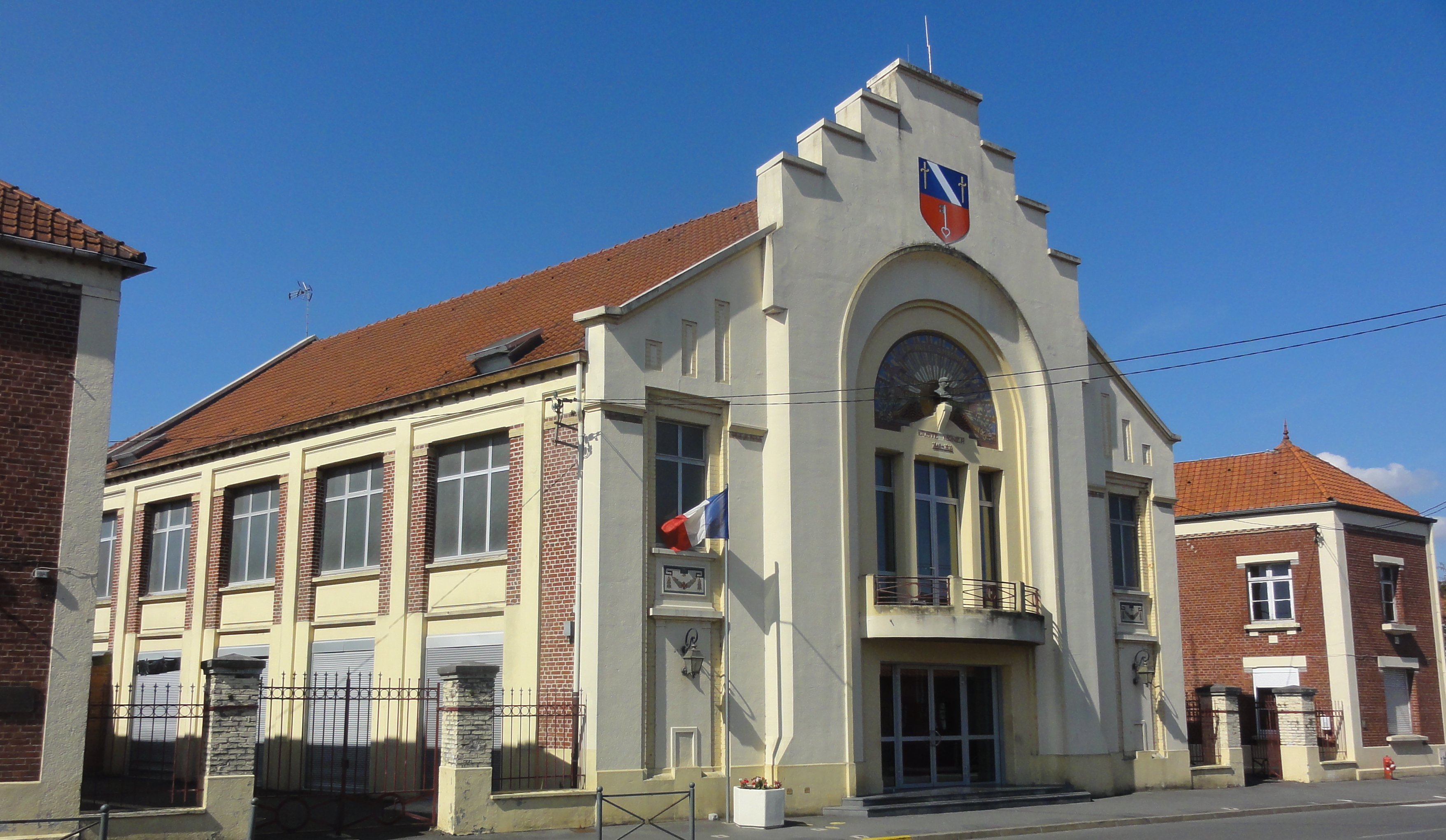
Gemeindefesthalle
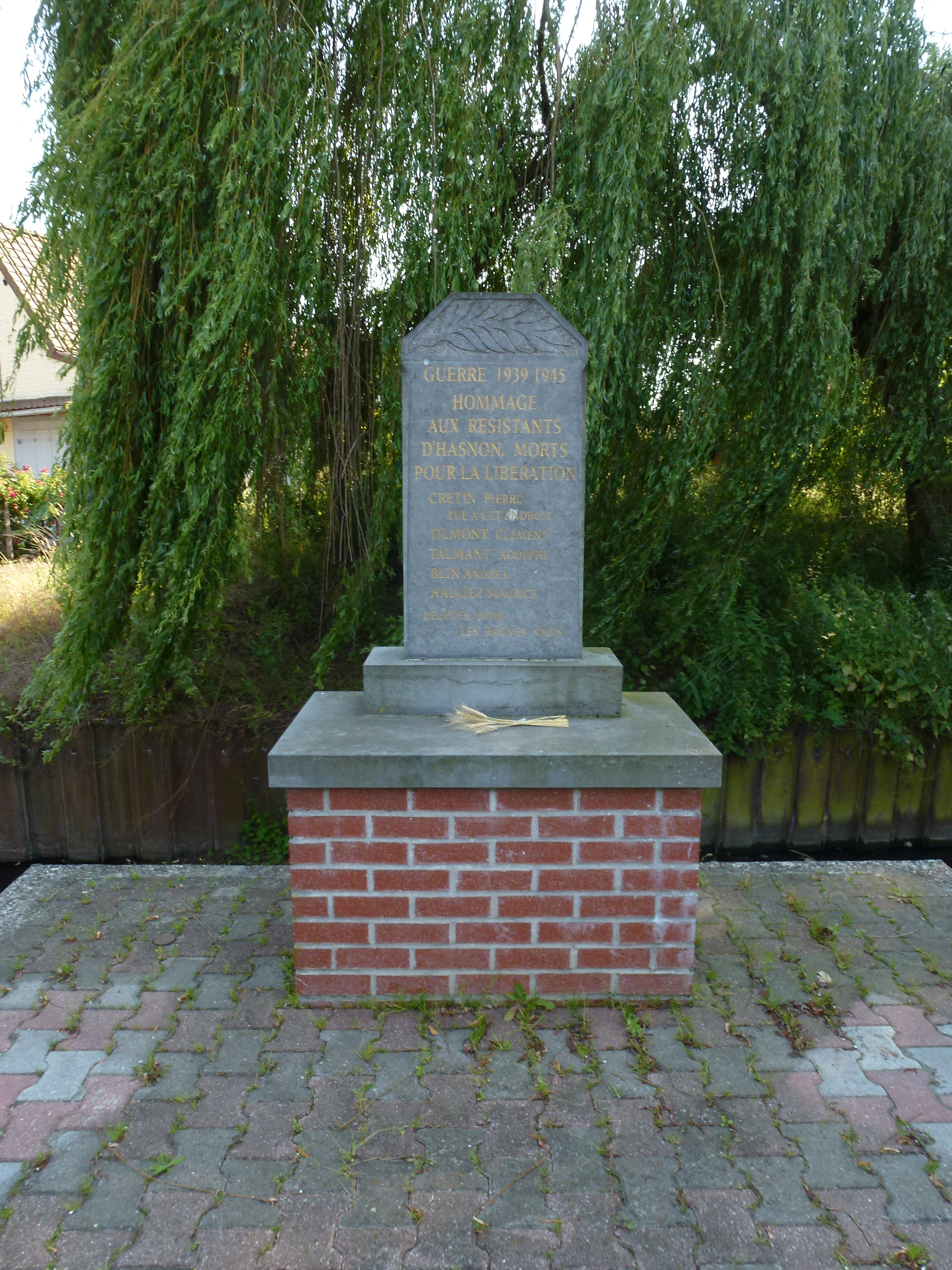
Gefallenendenkmal

## Persönlichkeiten
- Irmintrud (Ermentrud) (* 27. September wohl 830, † 6. Oktober 869 in der Abtei Hasnon), Tochter der Grafen Odo von Orléans (Matfriede); ⚭ 14. Dezember 842 Karl der Kahle, König des Westfrankenreichs, Kaiser (Karolinger)
- Irmintrud (Ermentrude) von Hasnon († nach 11. Juli 877), deren Tochter, Äbtissin von Hasnon, katholischer Gedenktag: 29. April